# Tylochromis regani
Espèce
Statut de conservation UICN

 NT  : Quasi menacé
Tylochromis regani est une espèce de poisson appartenant à la famille des Cichlidae du Congo.